# Сажиха
Сажиха — деревня в Весьегонском муниципальном округе Тверской области.

## География
Деревня находится в северо-восточной части Тверской области на расстоянии приблизительно 18 км на юг по прямой от районного центра города Весьегонск.

## История
Возрождена карелами-переселенцами в 1630-50-е годы на месте запустевшего одноименного селения. Дворов 27 (1859 год), 28 (1889), 66 (1931), 65 (1963), 32 (1993), 15 (2008),. До 2019 года входила в состав Чамеровского сельского поселения до упразднения последнего.

## Население
Численность населения: 142 человека (1859 год), 182(1889), 263 (1931), 151 (1963), 64 (1993),, 44 (84 % русские, 16 % карелы) 2002 году, 42 в 2010.